# 리마스 쿠르티나이티스
리마스 쿠르티나이티스(리투아니아어: Rimas Kurtinaitis, 1960년 5월 15일~) 혹은 리마스 긴타우토비치 쿠르티나이티스(러시아어: Римас Гинтаутович Куртинайтис)는 리투아니아의 농구 선수, 지도자로 포지션은 슈팅 가드이다.
소련 국가대표로서 1988년 하계 올림픽에서 금메달, 유럽 선수권 대회 1회 우승을 달성했으며 소련 해체 후에는 리투아니아 국가대표로 활약하면서 1992년과 1996년 하계 올림픽에서 동메달을 획득했다.